# Американско-Канадска епархия
Американско-Канадска епархия (на македонска литературна норма: Американско-канадска епархија; на английски: American-Canadian Macedonian Orthodox Diocese) е една от задграничните епархии на Македонската православна църква – Охридска архиепископия.
Ангажирана е с обслужване на православната емиграция от Северна Македония в Съединените американски щати и Канада. Начело на епархията от 2006 година стои митрополит Методий Американско-Канадски.
Митрополити и управляващи архиереи
| Име                             | Години                         |
| ------------------------------- | ------------------------------ |
| 1. Кирил Американско-Канадски   | (18 юли 1967 – 1986)           |
| 2. Стефан Американско-Канадски  | (1986 – април 1989)            |
| Гаврил Охридски                 | (април 1989 – януари 1992)     |
| Архиерейски синод               | (януари 1992 – 1993)           |
| Михаил Охридски                 | (4 декември 1993 – 6 юли 1999) |
| Стефан Охридски                 | (1999 – 6 април 2006)          |
| Методий Велички                 | (6 април 2006 – 22 юни 2006)   |
| 3. Методий Американско-Канадски | (22 юни 2006 – )               |